# جيت براينز
جيت براينز (بالإنجليزية: JetBrains)‏ (سابقا IntelliJ Software s.r.o) هي شركة تطوير البرمجيات التي تستهدف أدوات مطوري البرمجيات ومديري المشاريع ، في عام 2017، أحصت الشركة حوالي 700 موظف في مكاتبها الستة في براغ وسانت بطرسبرغ وموسكو وميونخ وبوسطن ونوفوسيبيرسك.
وفي عام 2011، دخلت الشركة مجالا جديدا عن طريق تطوير لغة كوتلن، وهي لغة برمجة تعمل على منصة جافا.
منحتها مجلة أنفوورلد InfoWorld جائزة تكنولوجيا العام "Technology of the Year Award" في عامي 2011 و 2015.

## تاريخ الشركة
تم تأسيس شركة جيتبرايز، (سابقا أنتيليج)  في عام 2000 في براغ من قبل ثلاثة مطوري برامج هم كل من سيرجي ديميترييف، فالنتين كياباتيكوف ويوجين بيلييف.
كان المنتج الأول للشركة يحمل اسم أنتيليج رينايمر IntelliJ Renamer، وهو أداة لإعادة هيكلة الكود في لغة جافا.
في عام 2012، بعد أن كان الرئيس التنفيذي للشركة لمدة 12 عاما، عهد سيرجي ديميترييف الشركة إلى اثنين من المديرين التنفيذيين المعينين حديثا، أوليغ ستيبانوف وماكسيم شافيروف، وكرس نفسه لمساعيه العلمية في مجال المعلوماتية الحيوية.

## المنتجات

### بيئات التطوير المتكاملة
- آبكود Appcode
- داتاغريب DataGrip
- غولاند GoLand
- إنتيليج إيديا IntelliJ IDEA
- بي إتش بي ستورم PhpStorm
- باي تشارم PyCharm
- رايدر Rider
- روبي ماين RubyMine
- ويبستورم WebStorm

### لغات برمجية
- كوتلن kotlin

## نموذج الإيرادات
الشركة لديها العديد من خيارات الترخيص، والتي تتميز بقدرات البرامج نفسها وتختلف في السعر وشروط الاستخدام. تتوفر منتجات الفريق كإصدارات مستضافة ومثبتة ولديها إصدارات مجانية للفرق الصغيرة، العديد من المنتجات مجانية لمشاريع مفتوحة المصدر والمؤسسات التعليمية، إنتيليج إيديا أولتيمايت هو واحد من المنتجات المدفوعة الوحيدة في مجال الخيارات المجانية أو مفتوحة المصدر.

## وصلات خارجية
- الموقع الرسمي